# 1905 год в кино

## Фильмы

### Мировое кино
- «Битва при Динцзюньшане» / 定军山, Китай (реж Рен Джингфенг)
- «В чёрной стране» / Au pays noir, Франция (реж. Люсьен Нонге)
- «Вальс на потолке» / , Франция (реж. Гастон Вель)
- «Клептоманка» / The Kleptomaniac, США (реж. Эдвин Стэнтон Портер)
- «Купание малыша» / Baby’s Toilet, Великобритания (реж. Сесиль Хепуорт)
- «Ложно обвинённый» / , Великобритания (реж. Сесиль Хепуорт)
- «Мечта о луне» / Rêve à la lune, Франция (реж. Гастон Вель)
- «Похититель велосипедов» / The Bicycle Thief, Франция (реж. Андре Эзе и Луи Ганье)
- «Приключения Шерлока Холмса» / Adventures of Sherlock Holmes, США — первый художественный фильм о Шерлоке Холмсе
- «Рейс Париж — Монте-Карло» / Le raid Paris-Monte Carlo en deux heures, Франция (реж. Жорж Мельес)
- «Рождественский ангел» / L’Ange de Noël, Франция (реж. Жорж Мельес)
- «Спасена Ровером» / Rescued by Rover, Великобритания (реж. Сесиль Хепуорт)
- «Ужасный ребёнок» / , Франция

## Знаменательные события
- В Китае был снят самый первый фильм в истории китайского кинематографа Битва при Дидьюшане

## Персоналии

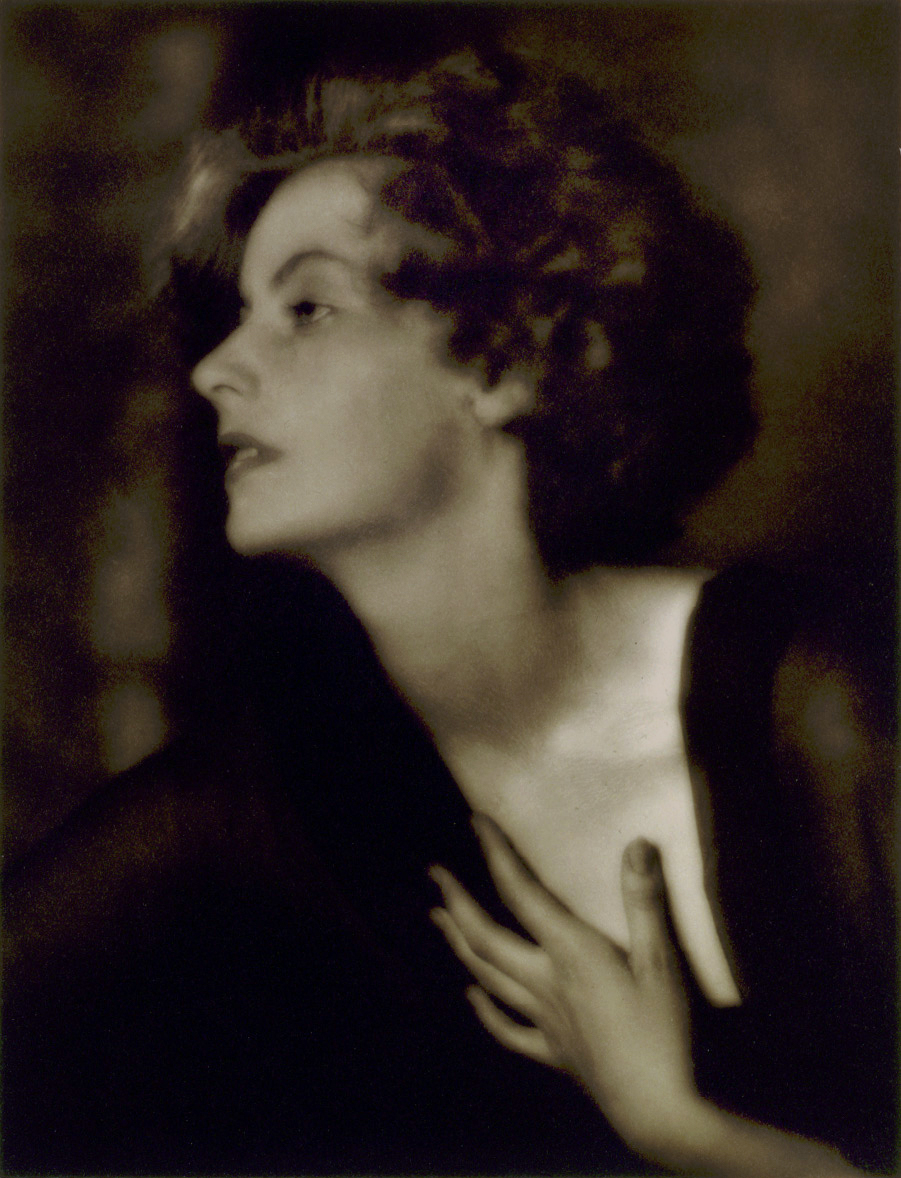
Грета Гарбо (1925)

### Родились
- 10 января — Аркадий Трусов, советский актёр театра и кино, заслуженный артист СССР (1942).
- 1 апреля — Олег Жаков, советский актёр театра и кино, народный артист СССР (1969).
- 17 сентября — Йиржина Шейбалова, чешская актриса.
- 18 сентября — Грета Густафсон, шведская и американская киноактриса, известная под сценическим псевдонимом Грета Гарбо.
- 30 сентября — Майкл Пауэлл, британский кинорежиссёр, сценарист, продюсер
- 23 ноября — Елена Максимова, советская киноактриса, заслуженная артистка СССР.
- 24 декабря — Говард Хьюз, американский предприниматель, инженер, пионер авиации, режиссёр, продюсер.